# Cayenne Klein
Cayenne Klein, pseudonimo di Ildikó Feith (Budapest, 12 marzo 1986), è un'attrice pornografica ungherese, vincitrice nel 2014 del premio XBIZ come miglior attrice straniera dell'anno.